# Olimp (serial telewizyjny)

## Fabuła
Serial opowiada o przygodach Herosa, które wiodą go aż na Olimp.

## Obsada

### Główna
- Tom York jako Heros
- Sonya Cassidy jako Wyrocznia
- Sonita Henry jako królowa Medea
- Graham Shiels jako król Aegeus
- Cas Anvar jako Xerxes
- John Emmet Tracy jako Pallas
- Wayne Burns jako książę Lykos
- Matt Frewer jako  Daedalus
- Alan C. Peterson jako król Minos
- Sophia Lauchlin Hirt jako księżniczka Ariadne

### Drugoplanowe
- Ben Cotton
- Vanessa Walsh jako Alexa
- Pauline Egan jako Aethra
- Levi Meaden jako Kimon[2]

## Odcinki
| Sezon | Sezon | Odcinki | Oryginalna emisja Super Channel | Oryginalna emisja Super Channel | Oryginalna emisja FilmBox Extra | Oryginalna emisja FilmBox Extra | Oryginalna emisja FilmBox Extra |
| Sezon | Sezon | Odcinki | Premiera sezonu                 | Finał sezonu                    | Premiera sezonu                 | Finał sezonu                    |                                 |
| ----- | ----- | ------- | ------------------------------- | ------------------------------- | ------------------------------- | ------------------------------- | ------------------------------- |
|       | 1     | 13      | 2 kwietnia 2015                 | 2 lipca 2015                    | 2 września 2015                 | 7 października 2015             |                                 |

### Sezon 1 (2015)
| #  | Tytuł              | Reżyseria      | Scenariusz                    | Premiera         | Premiera w Polsce   |
| -- | ------------------ | -------------- | ----------------------------- | ---------------- | ------------------- |
| 1  | The Temple of Gaia | Nick Willing   | Nick Willing                  | 30 kwietnia 2015 | 2 września 2015     |
| 2  | Daedalus           | Nick Willing   | Nick Willing                  | 9 kwietnia 2015  | 2 września 2015     |
| 3  | Ring of the Magi   | Martin Wood    | Grant Rosenberg, Nick Willing | 16 kwietnia 2015 | 9 września 2015     |
| 4  | Minos              | Martin Wood    | Nick Willing                  | 23 kwietnia 2015 | 9 września 2015     |
| 5  | Blood Brothers     | Amanda Tapping | Nick Willing, Peter Hume      | 30 kwietnia 2015 | 16 września 2015    |
| 6  | The Lexicon        | Amanda Tapping | Richard Beattie, Nick Willing | 7 maja 2015      | 16 września 2015    |
| 7  | Love and Time      | Nick Willing   | Gillian Horvath, Nick Willing | 21 maja 2015     | 23 września 2015    |
| 8  | Danger and Desire  | Martin Wood    | Nick Willing                  | 28 maja 2015     | 23 września 2015    |
| 9  | Pandora's Tomb     | Amanda Tapping | Nick Willing                  | 4 czerwca 2015   | 30 września 2015    |
| 10 | Heritage           | Amanda Tapping | Nick Willing                  | 11 czerwca 2015  | 30 września 2015    |
| 11 | The Speed of Time  | Amanda Tapping | Nick Willing                  | 18 czerwca 2015  | 7 października 2015 |
| 12 | Door to Olympus    | Andy Mikita    | Nick Willing                  | 25 czerwca 2015  | 7 października 2015 |
| 13 | Truth              | Nick Willing   | Nick Willing                  | 2 lipca 2015     | 7 października 2015 |

## Produkcja
8 kwietnia 2014 r. stacja SyFy zamówiła 1. sezon serialu, który składał się z 13 odcinków.